# Папуга-віхтьохвіст лусонський
Папуга-віхтьохвіст лусонський (Prioniturus montanus) — вид папугоподібних птахів родини Psittaculidae. Ендемік Філіппін.

## Опис
Довжина птаха становить 30 см, вага 100-140 г. Забарвлення переважно зелене, горло, груди і живіт жовтувато-зелені. Лоб, передня частина тімені, і обличчя тьмяно-сині, пера біля основи зелені. На задній частині тімені велика червона пляма. Спина коричнювато-зелена, нижні покривні пера крил і хвоста зеленувато-сині. Стернові пера зелені, на кінці чорні, два центральних стернових пера зелені, видовжені, мають голі стрижні, на кінці у них чорнувато-сині "віхті". Навколо очей вузькі сірі плями. Дзьоб синювато-роговий, на кінці білуватий. Очі темно-карі, лапи сизі. У самиць голова переважно зелена з легким блакитнуватим відтінком, червона пляма на голові у них відсутня.

## Поширення і екологія
Лусонські папуги-віхтьохвости є ендеміками гір Сьєрра-Мадре і Кордильєра-Сентраль на півночі острова Лусон. Вони живуть у вологих гірських тропічних лісах, зустрічаються зграйками, переважно на висоті від 850 до 2900 м над рівнем моря. Живлятся насінням, плодами і горіхами. Сезон розмноження триває з серпня по вересень. Гніздяться в дуплах дерев, на висоті від 5 до 7 м над землею.

## Збереження
МСОП класифікує стан збереження цього виду як близький до загрозливого. За оцінками дослідників, популяція лусонських папуг-віхтьохвостів становить від 2500 до 10000 птахів. Їм може загрожувати знищення природного середовища і вилов з метою продажу на пташиних ринках.